# EBird
eBird — онлайн база даних спостережень за птахи, яка надає вченим, дослідникам та натуралістам-любителям дані про поширення та чисельність птахів у реальному часі. Спершу ресурс обмежувався спостереженнями з Західної півкулі, у 2008 році проєкт розширено завдяки включенню до бази даних з Нової Зеландії, а в червні 2010 року ресурс охопив весь світ. eBird став наочним прикладом залучення аматорів для збирання даних про біорізноманіття для використання в науці.
eBird є прикладом краудсорсингу і його вітають як приклад демократизації науки, ставлення до громадян як до науковців, що дозволяє громадськості отримувати доступ і використовувати власні дані та колективні дані, створені іншими.

## Історія та мета
База даних заснована в 2002 році орнітологічною лабораторією при Корнельському університеті та Національним Одюбонівським товариством. eBird збирає основні дані про чисельність і поширення видів птахів у різних просторових та часових масштабах. Станом на червень 2018 року за допомогою цієї глобальної бази даних було зафіксовано понад 500 мільйонів спостережень за птахами. За останні роки щороку реєструється понад 100 мільйонів спостережень за птахами.
Базу даних eBird було використано науковцями для визначення зв'язку між міграцією птахів та мусонними дощі в Індії, для визначення змін ареалів птахів внаслідок зміни клімату та у визначенні шляхів міграції.
eBird документує наявність або відсутність видів, а також чисельність птахів за допомогою даних контрольного списку. Вебінтерфейс дозволяє учасникам подавати свої спостереження або переглядати результати за допомогою інтерактивних запитів до бази даних. Інтернет-інструменти ведуть особисті записи про птахів і дозволяють користувачам візуалізувати дані за допомогою інтерактивних карт, графіків та гістограм. Всі ці функції доступні 27 мовами: болгарська, китайська (як традиційна, так і спрощена), хорватська, чеська, данська, нідерландська, німецькуа, англійська (11 діалектів), фарерська, фінська, французька (4 французькі діалекти), креольська, іврит, індонезійська, ісландська, італійська, японська, латвійська, малаялам, монгольська, норвезька (букмол), польська, португальська (як основна, так і бразильська португальська), російська, сербська, іспанська (10 іспанських діалектів), шведська, тайська, турецька та українська.
Це безкоштовна послуга. Дані зберігаються в захищеному приміщенні та архівуються щодня, і вони доступні кожному через вебсайт eBird та інші програми, розроблені світовою спільнотою з питань біорізноманіття. Наприклад, дані eBird є частиною Мережі знань птахів (AKN) , яка об'єднує дані спостережень за популяціями птахів у західній півкулі та є джерелом даних для цифрового орнітологічного посібника «Птахи Північної Америки». У свою чергу, AKN передає дані eBird до міжнародних систем даних про біорізноманіття, таких як Глобальний інформаційний фонд біорізноманіття.
У 2019 році eBird став частиною програми Starlink на автомобілі Subaru Ascent. Це дозволяє eBird інтегрувати в сенсорний екран автомобіля.

## Обсяг інформації
eBird збирає інформацію по всій земній кулі.
| Регіон               | Кількість спостережень птахів |
| -------------------- | ----------------------------- |
| Світ                 | 36 456 135                    |
| Західна півкуля      |                               |
| Західна півкуля      | 32 227 905                    |
| Центральна Америка   | 624 168                       |
| Північна Америка     | 31 200 478                    |
| Південна Америка     | 870,841                       |
| Вест-Індія           | 224768                        |
| Східна півкуля       |                               |
| Східна півкуля       | 4 224 227                     |
| Африка               | 224 066                       |
| Азія                 | 1560 406                      |
| Австралія та Океанія | 880 969                       |
| Європа               | 1 394 823                     |